# Karel Beukema toe Water (1909-1944)

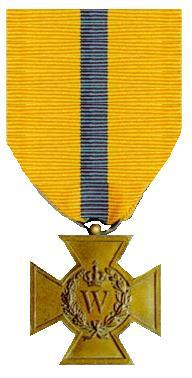
Bronzen Kruis

Karel Willem Adriaan Beukema toe Water (Tegal, 20 juni 1909 - Mauthausen, 7 september 1944) was SOE-agent tijdens de Tweede Wereldoorlog.

## Zijn familie
Karel Beukema was chemisch ingenieur en werkte voor Shell. Hij hield van bergklimmen. Hij was de zoon van civiel ingenieur Frits Beukema toe Water (1875-1930) en tennisster Zus van Aken (1881-1978). Hij had een broer Pitty Beukema toe Water en een zuster Elbertha Charlotte, die net als Karel in Nederlands-Indië zijn geboren. Na de Eerste Wereldoorlog verhuisde het gezin naar villa 'Zonnehoeve' aan de 's-Gravelandseweg 180 in Hilversum, waar vader Beukema in 1921 Jhr. J.W.J. Feith opvolgde als voorzitter van de Hilversumsche Lawn Tennis Club. Beukema werd in 1926 opgevolgd door F.W.T. Furnée.
Karels grootvader dr. T.W. Beukema was getrouwd met Isabella Charlotte Toewater. Omdat haar familienaam uitstierf, zijn de twee namen in 1896 samengevoegd.

## De oorlog
Tijdens de Tweede Wereldoorlog was Karel Beukema reserve-eerste luitenant van het Wapen der Artillerie, gedetacheerd bij het Bureau Bijzondere Opdrachten. Hij was slachtoffer van het Englandspiel. In de nacht van 24 op 25 september 1942 werd hij gedropt bij Rijssen in Overijssel, maar meteen gearresteerd. Het was de bedoeling dat hij George Jambroes zou vervangen, die ook bij zijn landing werd gearresteerd. Cees Droogleever Fortuyn, die Beukema's marconist zou worden, werd in diezelfde nacht geparachuteerd bij Balloo en ook meteen gearresteerd.
 Allen zijn in concentratiekamp Mauthausen gefusilleerd, Jambroers op 6 september 1944, Beukema en Droogleever Fortuyn een dag later.
Beukema's codenamen waren o.a. Valk, Kees, Hendrik, Frederik Kuipers en P. Adams.

Postuum heeft hij in 1953 het Bronzen Kruis gekregen.